# ۸ام‌ام
۸ام‌ام (به انگلیسی: 8mm) گروهٔ موسیقی راک اهل لس آنجلس می‌باشد.